# Asparagus dumosus
Asparagus dumosus — вид рослин із родини холодкових (Asparagaceae).

## Біоморфологічна характеристика
Це кущ, гіллястий розкидистий, до 60 см заввишки; старші гілки дерев'янисті, молодші гнучкі, гілочки смугасті, дрібно лускаті. Листки трикутні, яйцеподібні. Кладодіїв 3–8 у кожному пучку, лінійні, завдовжки 5–14 × ≈ 1.0 мм. Квіток по 2–4 у пазушних кластерах. Оцвітина ≈ 3–4 мм завдовжки. Ягода червона, у діаметрі ≈ 4 мм.

## Середовище проживання
Росте в Індії й Пакистані.

## Використання
Корм для верблюдів і кіз; їдять також дрохви.